# Linnea Ericsson-Carey
Sanni Märta Linnea Ericsson-Carey, bekannt als Linnea Ericsson-Carey (* 26. Dezember 1979), ist eine dänische Springreiterin.
Linnea Ericsson gewann im Jahr 2007 mit der dänischen Mannschaft die Nationenpreise von Tallinn und Kopenhagen. Außerdem gewann sie den Großen Preis in Poznań. Sie ist mit dem irischen Springreiter Shane Carey verheiratet, beide haben einen gemeinsamen Sohn.